# Shinkansen Serie E2
Lo Shinkansen Serie E2 è un elettrotreno giapponese per linee veloci (Shinkansen), in servizio presso la compagnia ferroviaria JR East.

## Storia
Lo Shinkansen Serie E2 effettua servizio sulle linee Tōhoku, Jōetsu e Nagano Shinkansen. Sono tre le tipologie di convoglio: N, a 8 elementi e J, a 10 elementi.
I convogli a 8 elementi furono introdotti nell'autunno 1997 sui servizi Asama sulla Nagano Shinkansen. Su questa linea la velocità di servizio è limitata a 260 km/h.
I convogli J, della sottoserie E2' furono inizialmente costituiti da 8 elementi, e correvano in servizio Yamabiko in combinazione con gli Shinkansen Serie E3 in servizio Komachi fino a Morioka. L'accoppiamento avviene in maniera automatica grazie ad un gancio a scomparsa posto nel muso delle unità di testa. Nel dicembre 1998 poi sono stati introdotti altri quattro convogli per otto corse Asahi sulla Jōetsu Shinkansen. Dal settembre 2002 tutti i convogli sono stati incrementati a 10 elementi, per effettuare i nuovi servizi Hayate (bufera) per Hachinohe a partire dal dicembre 2002.
I convogli della sottoserie E2-1000 sono entrati in servizio sulla Tōhoku Shinkansen dal novembre 2001, dopo vari test. I convogli di questa variante hanno subito alcune migliorie, come i nuovi pantografi monobraccio e nuovi finestrini.
Nell'aprile 2003 il convoglio J56 (quindi non modificato) ha battuto il record giapponese su rotaie di 362 km/h, in una corsa notturna fra Urasa e Niigata, sulla Jōetsu Shinkansen.
Sulla base della serie E2-1000, le ferrovie cinesi hanno ordinato dei convogli simili, denominati CRH2, per servizi veloci impostati a 250, 300 o 350 km/h. Il primo convoglio cinese è arrivato nel marzo 2006.

## Descrizione tecnica
I convogli sono composti da 8 o 10 elementi, di cui 6 o 8 motorizzati. I motori sono degli MT205 asincroni trifase da 300 kW l'uno, presenti in quattro esemplari (rodiggio B0' B0') su ogni elemento motorizzato. La velocità massima di progetto è di 315 km/h, ma in esercizio non si superano i 275 km/h, a causa dei limiti delle linee. I carrelli hanno un passo di 2500 mm, il diametro delle ruote è di 860 mm. Gli elementi non motorizzati sono quelli di testa e di coda.
I pantografi, tradizionali sulle prime due varianti e monobraccio sulla variante E2-1000, sono presenti sulle carrozze 4 e 6, sia nei convogli a 8 che a 10 elementi. La corrente captata è monofase 25 kV 50 Hz, tranne sulla Nagano Shinkansen fra Karuizawa e Nagano, dove la frequenza è di 60 Hz.
Le sistemazione dei sedili è 3+2 nelle carrozze standard e 2+2 nelle Green car (le carrozze di prima classe). Quest'ultima è presente solo sulla penultima carrozza, di 51 posti, cioè la settima o la nona, a seconda della lunghezza del convoglio. A bordo sono presenti macchine automatiche per al vendita di snack.